# Фотий (Хадзиантониу)
Епи́скоп Фо́тий Хадзиантони́у (греч. Επίσκοπος Φώτιος Χατζηαντωνίου; род. 23 июля 1954, Никея) — архиерей Александрийской православной церкви, епископ Малавийский (с 2018).

## Биография
Родился 23 июля 1954 года в Никее, в Аттике, в Греции.
После завершения обучения в средней школе окончил философский факультет и Богословский институт Афинского университета. Также имеет диплом Школы духовной византийской музыки Никейской митрополии.
22 июля 1980 года рукоположён во иеродиакона, а 9 сентября того же года рукоположён во иеромонаха и возведён в сан архимандрита митрополитом Кассандрийским Синесием (Висвинисом).
В 2002 году познакомился с миссионерскими усилиями Александрийского патриархата и перешёл в клир этой церкви. Служил в Камерунской митрополии, а с 2010 по 2016 год являлся протосингелом Иринопольской митрополии.
В октябре 2016 года патриарх Александрийский Феодор II пригласил его в Александрию и назначил игуменом и духовником патриаршего монастыря Святого Саввы.
26 ноября 2018 года Синодом Александрийского Патриархата был избран на новообразованную Малавийскую кафедру. 
23 декабря того же года последовала его епископская хиротония, которую совершили Папа и Патриарх Александрийский Феодор II, митрополит Мемфисский Никодим (Приангелос), митрополит Пелусийский Нифон (Цаварис), митрополит Акумский Даниил (Биазис), митрополит Бурундийский Иннокентий (Бьякатонда), епископ Гулуский Сильвестр (Киситу) и епископ Вавилонский Феодор (Дридакис)